# Michail Sergejewitsch Koslowski

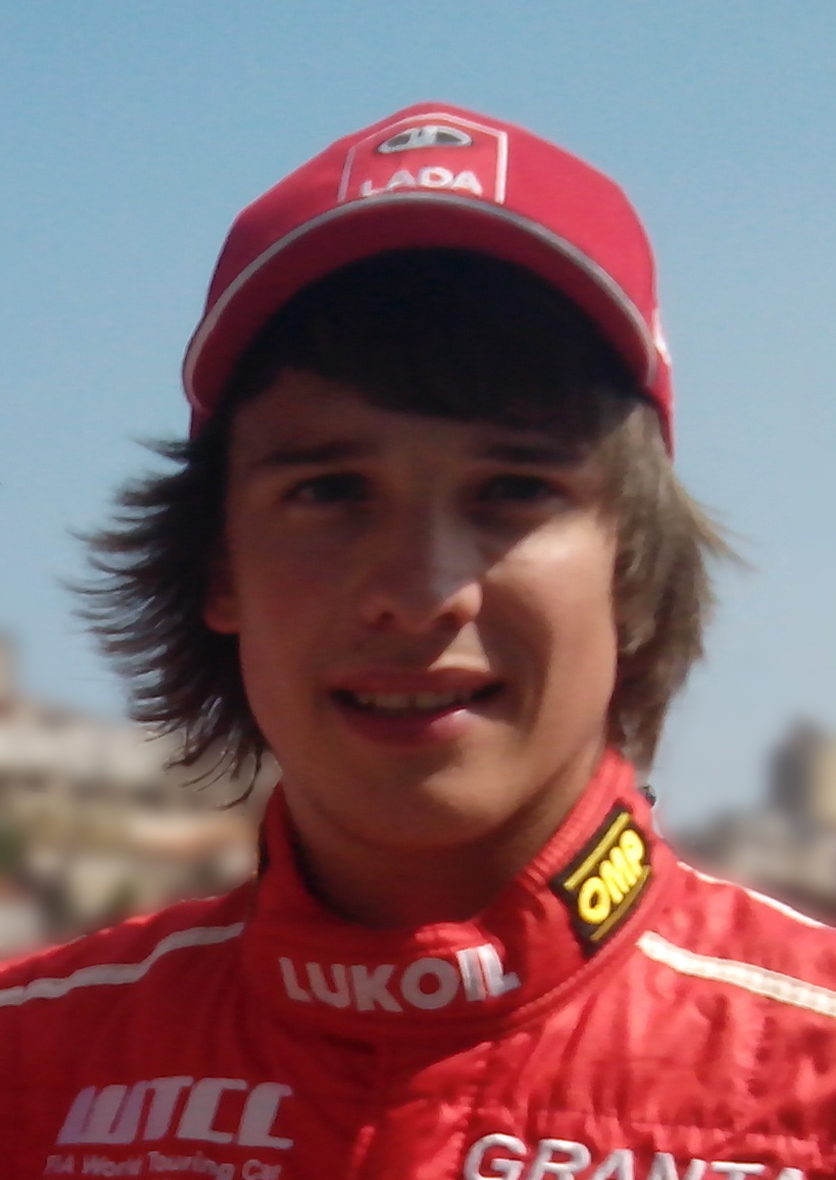
Michail Koslowski (2013)

Michail Sergejewitsch Koslowski (russisch Михаил Сергеевич Козловский, englische Schreibweise Mikhail Kozlovskiy; * 17. Oktober 1989 in Leningrad) ist ein ehemaliger russischer Automobilrennfahrer. Er startete von 2013 bis 2015 in der Tourenwagen-Weltmeisterschaft (WTCC).

## Karriere
Koslowski begann seine Motorsportkarriere 2004 im Kartsport, in dem er bis 2005 aktiv blieb. 2005 wechselte er in den Formelsport und wurde Fünfter in der Formel Russia. 2006 trat er in der russischen Formel 1600 an und erreichte den neunten Gesamtrang.
Nach einem Jahr Pause wechselte Koslowski 2008 in den Tourenwagensport. Er gewann auf Anhieb den russischen SEAT León Cup. 2009 wechselte er in die Russian Touring Light Championship und fuhr einen Ford Fiesta. Nachdem Koslowski in seiner ersten Saison den zweiten Rang erreicht hatte, gewann er 2010 die Meisterschaft. 2011 nahm er an der European Production Series teil. 2012 erhielt er ein Cockpit in einem Lada Granta in der Russian Touring Car Championship (RTCC). Er beendete die Saison auf dem siebten Platz.
2013 war Koslowski ein Fahrer des Tourenwagenkaders des Mineralölkonzerns Lukoil und sollte in russischen Serien eingesetzt werden. Nachdem sein Landsmann Alexei Dudukalo beim Saisonauftakt der Tourenwagen-Weltmeisterschaft (WTCC) durch das Auslösen einer teaminternen Kollision beide Lada Granta von LADA Sport Lukoil irreparabel beschädigt hatte, verpflichtete das Team Koslowski als Ersatz für Dudukalo. Er stieg zum zweiten Rennwochenende der Saison 2013 in die Weltmeisterschaft ein. Ein 13. Platz war sein bestes Resultat in seiner Debütsaison. 2014 blieb Koslowski bei LADA Sport Lukoil in der WTCC. Er erzielte erstmals Punkte und beendete die Saison auf dem 16. Gesamtrang. 2015 nahm Koslowski für LADA Sport an zwei Veranstaltungen der Tourenwagen-Weltmeisterschaft teil.

## Statistik

### Karrierestationen
| - 2004–2005: Kartsport - 2005: Formel Russia (Platz 5) - 2006: Russische Formel 1600 (Platz 9) - 2008: Russischer SEAT León Cup (Meister) | - 2009: Russian Touring Light Championship (Platz 2) - 2010: Russian Touring Light Championship (Meister) - 2011: European Production Series - 2012: RTCC (Platz 7) | - 2013: WTCC - 2014: WTCC (Platz 16) - 2015: WTCC (Platz 25) |

### Einzelergebnisse in der Tourenwagen-Weltmeisterschaft (WTCC)
| Jahr | Team               | 1   | 2   | 3   | 4   | 5   | 6   | 7   | 8   | 9   | 10  | 11  | 12  | 13  | 14  | 15  | 16  | 17  | 18  | 19  | 20  | 21  | 22  | 23  | 24  | Punkte | Rang |
| ---- | ------------------ | --- | --- | --- | --- | --- | --- | --- | --- | --- | --- | --- | --- | --- | --- | --- | --- | --- | --- | --- | --- | --- | --- | --- | --- | ------ | ---- |
| 2013 | LADA Sport Lukoil  | ITA | ITA | MAR | MAR | SLK | SLK | HUN | HUN | AUT | AUT | RUS | RUS | POR | POR | ARG | ARG | USA | USA | JPN | JPN | CHN | CHN | MAC | MAC | 0      | –    |
| 2013 | LADA Sport Lukoil  |     |     | 16  | 13  | 20  | 20  | 17  | 20  | 16  | 15  | 14  | DNF | 19  | 19  | DNF | 16  | 19  | 18  | 15  | 19  | 17  | 20  | 14  | DNF | 0      | –    |
| 2014 | LADA Sport Lukoil  | MAR | MAR | FRA | FRA | HUN | HUN | SLK | SLK | AUT | AUT | RUS | RUS | BEL | BEL | ARG | ARG | CHN | CHN | CHN | CHN | JPN | JPN | MAC | MAC | 11     | 16.  |
| 2014 | LADA Sport Lukoil  | 11  | 5   | 15  | 14  | DNF | DNF | DNF | C   | 14  | 10  | 15  | DNF | 14  | 12  | 14  | 11  | 11  | DNS | DNF | 11  | 14  | 13  | 13  | DNF | 11     | 16.  |
| 2015 | LADA Sport Rosneft | ARG | ARG | MAR | MAR | HUN | HUN | GER | GER | RUS | RUS | SLK | SLK | FRA | FRA | PRT | PRT | JPN | JPN | CHN | CHN | THA | THA | QAT | QAT | 0      | 25.  |
| 2015 | LADA Sport Rosneft |     |     | 12  | DNF | DNF | DNF | DNA | DNA |     |     |     |     |     |     |     |     |     |     |     |     |     |     |     |     | 0      | 25.  |

Legende
| Legende  | Legende            | Legende                                                          |
| Farbe    | Abkürzung          | Bedeutung                                                        |
| -------- | ------------------ | ---------------------------------------------------------------- |
| Gold     | –                  | Sieg                                                             |
| Silber   | –                  | 2. Platz                                                         |
| Bronze   | –                  | 3. Platz                                                         |
| Grün     | –                  | Platzierung in den Punkten                                       |
| Blau     | –                  | Klassifiziert außerhalb der Punkteränge                          |
| Violett  | DNF                | Rennen nicht beendet (did not finish)                            |
| Violett  | NC                 | nicht klassifiziert (not classified)                             |
| Rot      | DNQ                | nicht qualifiziert (did not qualify)                             |
| Rot      | DNPQ               | in Vorqualifikation gescheitert (did not pre-qualify)            |
| Schwarz  | DSQ                | disqualifiziert (disqualified)                                   |
| Weiß     | DNS                | nicht am Start (did not start)                                   |
| Weiß     | WD                 | zurückgezogen (withdrawn)                                        |
| Hellblau | PO                 | nur am Training teilgenommen (practiced only)                    |
| Hellblau | TD                 | Freitags-Testfahrer (test driver)                                |
| ohne     | DNP                | nicht am Training teilgenommen (did not practice)                |
| ohne     | INJ                | verletzt oder krank (injured)                                    |
| ohne     | EX                 | ausgeschlossen (excluded)                                        |
| ohne     | DNA                | nicht erschienen (did not arrive)                                |
| ohne     | C                  | Rennen abgesagt (cancelled)                                      |
| ohne     | keine WM-Teilnahme |                                                                  |
| sonstige | P/fett             | Pole-Position                                                    |
| sonstige | 1/2/3/4/5/6/7/8    | Punktplatzierung im Sprint-/Qualifikationsrennen                 |
| sonstige | SR/kursiv          | Schnellste Rennrunde                                             |
| sonstige | *                  | nicht im Ziel, aufgrund der zurückgelegten Distanz aber gewertet |
| sonstige | ()                 | Streichresultate                                                 |
| sonstige | unterstrichen      | Führender in der Gesamtwertung                                   |

- 1: Erster im Qualifying, 2: Zweiter im Qualifying,...